# Neon (gruppo musicale)
I Neon sono un gruppo musicale rock italiano, formatosi a Firenze nel 1979. Il loro stile è ispirato alla new wave inglese con influenze rock, elettroniche e in alcuni brani anche dance.

## Storia del gruppo
Esordiscono nell'ambiente alternativo fiorentino come duo, composto da Marcello Michelotti (voce e sintetizzatore) e Stefano Gasparinetti Fuochi (sintetizzatore), incidendo nel 1980 il loro primo 45 giri, Information of Death, che contiene la traccia omonima e il retro D.I.N.A., entrambi caratterizzati dalla sperimentazione elettronica.
Dopo l'inizio esclusivamente elettronico, attraverso vari cambi di formazione, virano verso una new-wave dai toni cupi e ossessivi, incidendo dapprima gli EP Tapes of Darkness (1981) ed Obsession (1982), poi i 12" My Blues Is You (1983), che ebbe un discreto successo nelle discoteche più alternative, Dark Age (1984) e finalmente il primo LP Rituals (1985), che racchiudeva gran parte della produzione precedente. Attorno al leader Michelotti la formazione si stabilizza con Ranieri Cerelli, Roberto Federighi e Piero Balleggi.
Nel 1986 esce il 12" Red Light/Sister Shadow, che vede l'uscita dalla formazione da parte di Piero Balleggi e può essere considerato l'ultimo lavoro prettamente new wave.
Nei tre anni successivi hanno licenziato la trilogia degli EP Crimes of Passion che hanno visto avvicendarsi vari musicisti attorno al frontman, tra cui Alex Gimignani alla batteria e Maurizio Fasolo nei credits in copertina entrambi membri dei [[Pankow]], altra band fiorentina. 
Un'evoluzione da stilistica verso il rock, fino ad abbandonare l'uso delle tastiere nell'ultimo episodio del trittico. Nonostante questa evoluzione i Neon non abbandoneranno le divagazioni dance (già percorse con il singolo My Blues Is You), come testimoniato dal 12" I'm on My Way.
Il gruppo parte per un tour europeo di venticinque date, evento raro all'epoca per un gruppo rock italiano. In Russia verranno registrate alcune session live, mai poste in vendita.
Pur considerati molto promettenti, i Neon interrompono il loro discorso discografico nel 1990. Il chitarrista Ranieri Cerelli prosegue l'attività con altri gruppi (Scudocrow, DH'I e Alkemya).
Nel 1998 Michelotti riforma il gruppo, senza però giungere a nuove pubblicazioni discografiche. Nel 2005 esce Boxed, ristampa dei loro album, mentre nel 2008, come preludio alla reunion, escono un live, Oscillator, e una raccolta di successi, Memories: The Best of Neon 1980 - 1986.

## Formazione

### Formazione attuale
- Marcello Michelotti: voce, sintetizzatore (1979 - oggi)
- Piero Balleggi: tastiera, voce (1982 - 1986), (2007 - oggi)
- Leo Martera: batteria, percussioni elettroniche (1988 - oggi)
- Adriano Primadei: chitarra (1981), (1986), (1998), (2008 - 2010), (... - oggi)

### Ex componenti
- Stefano Gasparinetti Fuochi - tastiera (1979 - 1980) deceduto 23 agosto 2012
- Nardo Lunardi - chitarra (1987 - 2001), (2010 - ...)
- Ranieri Cerelli - chitarra (1982 - 1986)
- Roberto Federighi - batteria (1982 - 1986)
- Barbara Big - tastiera (1982)
- Tiziano Borghi - tastiera
- Sandro Tamburi - tastiera
- Alessandro Gimignani - batteria (1987)
- Gianni Cuoghi - batteria (1982)
- Renzo Franchi - batteria (1982)
- Andrea Mancini - basso (1987 - 1989)
- Luca Giannoni - basso (1998)
- Franco Bertieri - chitarra (1988)

## Discografia

### Album in studio
- 1985 - Rituals (PolyGram Dischi, KinderGarten Records)

### EP
- 1981 - Tapes of Darkness (Italian Records)
- 1982 - Obsession (Materiali Sonori)
- 1987 - Crimes of passion I (Condition Zero by Harmony Music)
- 1987 - Crimes of passion II (Condition Zero by Harmony Music)
- 1988 - Crimes of passion III (Condition Zero by Harmony Music)

### Raccolte
- 2005 - Boxed (Contempo Records)
- 2008 - The Best of Neon - Memories 1980-1986 (Intuition Records)
- 2011 - Crimes of Passion - Redux (Spittle Records)

### Album dal vivo
- 2008 - Oscillator - The First Noise - Live 1979 (Spittle Records)

### Singoli
7"
- 1980 - Informations of Death (Urgent Label, Materiali Sonori)
- 1983 - Schleimer K & Neon - The mainline / The ghost dance (Split - Industrie Discografiche Lacerba)

12"
- 1983 - My Blues is You (KinderGarten Records)
- 1984 - Dark Age (KinderGarten Records)
- 1986 - Red Light (Spittle Dependance)
- 1987 - I Am on My Way (Condition Zero by Harmony Music)

### Split
- 2006 - N.O.I.A. / Neon / Stupid Set - Confuzed Disco Reprise (12" - Mantra Vibes)